# Nereis surugaense
Nereis surugaense är en ringmaskart som beskrevs av Imajima 1972. Nereis surugaense ingår i släktet Nereis och familjen Nereididae. Utöver nominatformen finns också underarten N. s. nanhaiensis.